# Le Cargo infernal
Pour plus de détails, voir Fiche technique et Distribution.
Le Cargo infernal (The Devil's Cargo) est un film muet américain, réalisé par Victor Fleming, sorti en 1925.

## Synopsis
En pleine Ruée vers l'or, John Joyce tente de changer les mentalité perverties, selon lui par l'argent, des habitants de Sacramento.

## Fiche technique
- Titre : Le Cargo infernal
- Titre original : The Devil's Cargo
- Réalisation : Victor Fleming
- Scénario : A.P. Yougner et Charles E. Whittaker
- Photographie : Charles Edgar Schoenbaum
- Directeur de production : Howard Hawks (non crédité)
- Société de production et de distribution : Paramount Pictures
- Pays de production : États-Unis
- Format : Noir et blanc - 1,33:1 - Film muet - 35 mm
- Durée : 80 minutes
- Date de sortie : 
  - États-Unis : 2 février 1925

## Distribution
- Wallace Beery : Ben
- Pauline Starke : Far Sampson
- Claire Adams : Martha Joyce
- William Collier Jr. : John Joyce
- Raymond Hatton : Mate
- George Cooper : Jerry Dugan
- Dale Fuller : Millie
- Spec O'Donnell : Jimmy
- Emmett King : Sampson
- Louis King : Briggs
- Martha Mattox : Mme Farwell